# Ø-mærket
Ø-mærket er et dansk økologimærke. Med teksten "statskontrolleret økologisk" fortæller mærket, at danske statslige myndigheder fører kontrol med de virksomheder, der sidst har forarbejdet eller pakket produktet.
Reglerne for økologisk produktion, som virksomhederne kontrolleres efter, er baserede på EU's økologiforordning plus visse skærpelser. Det er Landbrugsstyrelsen som administrerer og kontrollerer reglerne for den økologiske landbrugsproduktion og de tilhørende forsyningsvirksomheder. Det er Fødevarestyrelsen, herunder de lokale kontrolenheder, som administrerer og kontrollerer reglerne om økologisk akvakultur samt reglerne om forarbejdning og forhandling af økologiske fødevarer.
Ø-mærket er rødt.